# Encephalartos striatus
Encephalartos striatus là một loài thực vật hạt trần trong họ Zamiaceae. Loài này được Stapf & Burtt Davy mô tả khoa học đầu tiên năm 1926.